# Тирневені
Тирневе́ні (рум. Târnăveni), місто у Центральній Румунії, у Трансільванії, в повіті Муреш. 26,5 тис. мешканців (2002). 

## Господарство
Хімічний комбінат (карбід, хлорний-содова продукція); виробництво будматеріалів і скла, деревообробна і харчова промисловість.
| Румунія | Це незавершена стаття з географії Румунії. Ви можете допомогти проєкту, виправивши або дописавши її. |

1. ↑  Testvérvárosi kapcsolatok — Гайдусобосло.
2. ↑  https://coduripostaleok.ro/mures/tarnaveni-ms